# Încărcător frontal

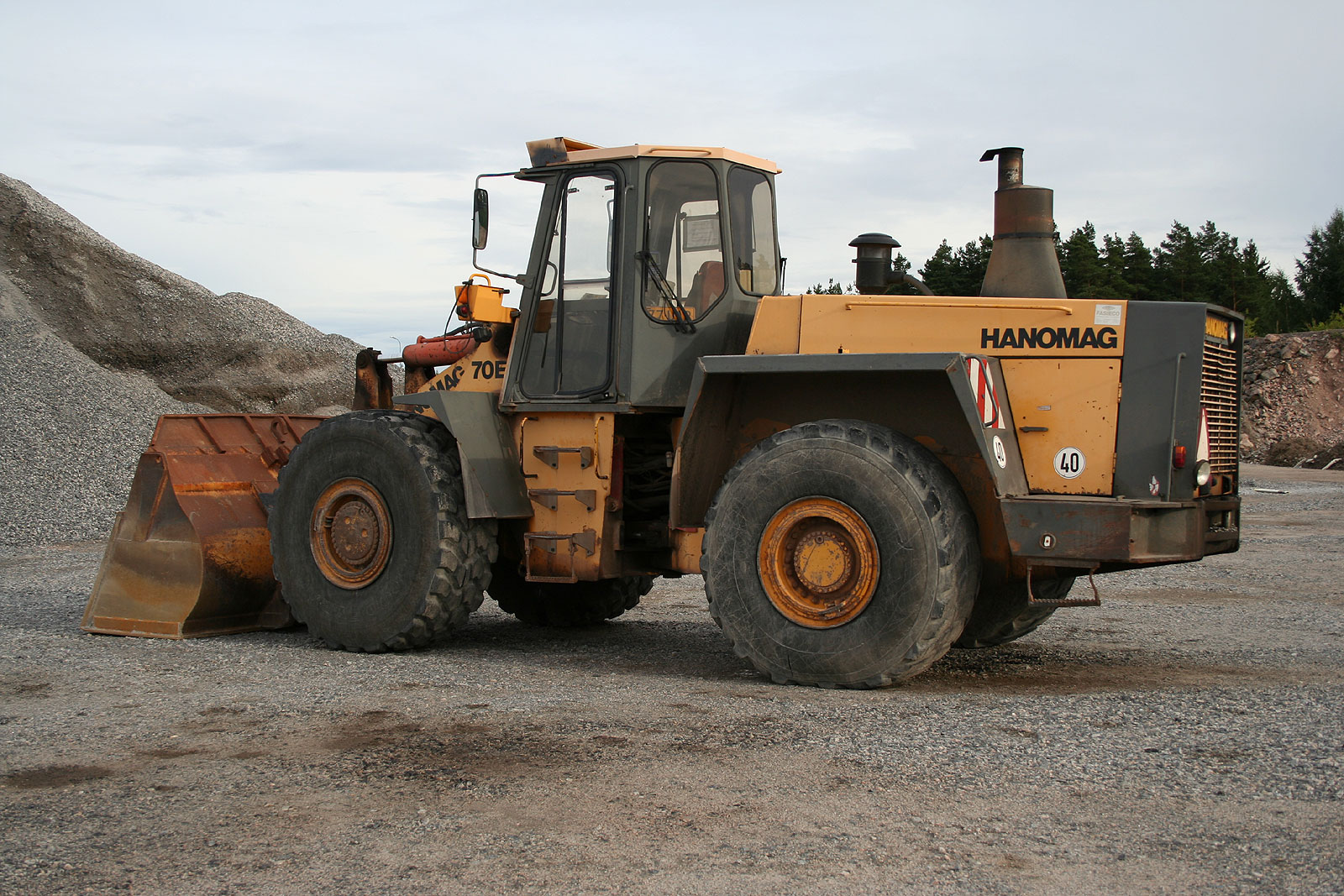
Încărcător frontal cu roţi

Încărcătorul frontal este o mașină des folosită în construcții, minerit și alte activități din ingineria civilă.
Poate fi pe roți sau cu șenile.